# Jean Calhoun
Jean Calhoun (1 de abril de 1891 – 25 de agosto de 1958) fue una actriz estadounidense cuya carrera era más prolífica durante la era del cine mudo. Es descendiente del estadista y teórico político estadounidense  John C. Calhoun.

## Filmografía
- The Man Who Woke Up (1918)
- High Tide (1918)
- The Feud (1919)
- Thieves (1919)
- When a Man Loves (1919)
- The False Code (1919)
- The Splendid Sin (1919)
- The Exquisite Thief (1919)
- Alias Mike Moran (1919)
- The Winning Girl (1919)
- Officer 666 (1920)
- His Own Law (1920)
- The Phantom Melody (1920)
- R.S.V.P. (1921)
- Three Sevens (1921)
- The Cub Reporter (1922)
- The Glory of Clementina (1922)
- Two Kinds of Women (1922)

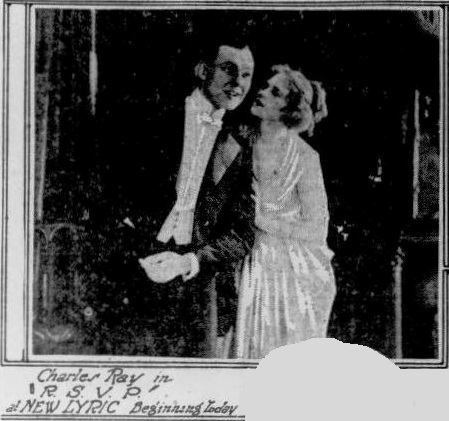
Con Charles Rayo en R.S.V.P.

- The Gangster (1947) Papel menor (no acreditada)
- Sin remisión (Caged) (1950) Inmate (no acreditada)